# Begraafplaats van Isbergues
De Begraafplaats van Isbergues is een gemeentelijke begraafplaats in de Franse gemeente Isbergues in het departement Pas-de-Calais. De begraafplaats ligt aan de westrand van het dorpscentrum.

## Britse oorlogsgraven
Op de begraafplaats bevinden zich 9 Britse oorlogsgraven uit de Eerste Wereldoorlog. De negen graven zijn geïdentificeerd en worden onderhouden door de Commonwealth War Graves Commission. In de CWGC-registers is de begraafplaats opgenomen als Isbergues Communal Cemetery.